# 宜昌地区
宜昌地区，中华人民共和国湖北省已撤销的地区，在今湖北省西部。1970年置，地区行政公署驻宜昌市。辖宜昌、宜都、枝江、当阳、秭归、长阳、远安、兴山、五峰9县。

## 历史沿革
- 1954年，原由省直辖的宜昌市划入宜昌专区。1955年，撤销枝江县，并入宜都县。专区辖1市、8县。
- 1959年，撤销宜昌专区，改设宜都工业区（地级），行署驻宜昌市。辖原宜昌专区所属1市、8县。
- 1961年，撤销宜都工业区，恢复宜昌专区，行署驻宜昌市。辖宜昌市及宜昌、五峰、远安、长阳、当阳、秭归、宜都、兴山8县。
- 1970年，撤销宜昌专区，改置宜昌地区。
- 1979年6月，宜昌市复为省辖市。
- 1992年3月，宜昌地区和宜昌市合并。